# Lijst van amateurrelaiszenders in België
Deze lijst van amateurrelaiszenders in België is een opsomming van de relaiszenders (ook wel aangeduid met het Engelse woord repeaters) die in België worden beheerd voor en door radioamateurs.
FM-relaisstations zijn doorgaans onbemande stations die ingericht zijn voor het doorzenden van signalen die door andere (bemande) stations zijn uitgezonden. Hier volgt een overzicht van FM-relais op amateurfrequenties in België waarvoor door het Belgisch Instituut voor Postdiensten en Telecommunicatie een machtiging is verstrekt.

## België

### 70cm-FM-relais[1]
| Roepletters | Plaats                | Uitgang (MHz) | Ingang (MHz) | QTH-locator | CTCSS (Hz) | Echolink / IRLP / Allstar |
| ----------- | --------------------- | ------------- | ------------ | ----------- | ---------- | ------------------------- |
| ON0BEL      | Zaventem              | 438,650       | 431,050      | JO20FV      | 131,8      | 76663                     |
| ON0BEL      | Schoten               | 438,650       | 431,050      | JO21FF      | 131,8      | 766633                    |
| ON0CLR      | Montignies-le-Tilleul | 430,075       | 431,675      | JO20EI      | 1750       | -                         |
| ON0GRC      | Gent                  | 439,250       | 431.650      | JO11UB      | 79,7       | 171471                    |
| ON0HTT      | Mont Saint-Aubert     | 430,350       | 431,950      | JO10RP      |            | -                         |
| ON0KTK      | Lendelede             | 430,325       | 431,925      | JO10OV      | 79,7       | 282623                    |
| ON0ONZ      | Knokke-Heist          | 438,725       | 431,125      | JO11PI      | 79,7       | -                         |
| ON0RCL      | Leuven                | 438,850       | 431.250      | JO20IV      | 131,8      | 377156                    |
| ON0VBT      | Zellik                | 430,375       | 431,975      | JO20CV      |            | -                         |
| ON0VTI      | Tielt                 | 430,275       | 431,875      | JO10PX      | 79,7       | 310991                    |
| ON0WTO      | Vieux-Genappe         | 430,100       | 431,700      | JO20EP      | 131,8      | -                         |